# Friedrich Dörnhöffer
Friedrich Dörnhöffer (* 23. Januar 1865 in Wien, Kaisertum Österreich; † 12. Januar 1934 in Solln bei München) war ein österreichischer Kunsthistoriker und Museumsleiter.

## Leben
Friedrich Dörnhöffer studierte in München, Straßburg und Wien Germanistik, Geschichte und Kunstgeschichte und wurde 1896 in Wien bei Franz Wickhoff promoviert. Nach kurzer Archivpraxis wurde er 1896 Leiter der Kupferstichsammlung der k. k. Hofbibliothek. 1909 wurde er erster Direktor der Staatsgalerie im Belvedere in Wien. 1915 ging er als Nachfolger Hugo von Tschudis als Generaldirektor der Bayerischen Staatsgemäldesammlungen nach München. Hier trug er erheblich zur Reorganisation und zum Ausbau der Sammlungen in München und ihrer Filialgalerien in Bayern bei. Am 1. März 1933 wurde er in den Ruhestand versetzt.
Dörnhöffer war Vorstandsmitglied des völkischen Kampfbundes für deutsche Kultur (KfdK).

## Veröffentlichungen (Auswahl)
- Ein Cyklus von Darstellungen der Kriege und Jagden Maximilians I. in Federzeichnungen. In: Jahrbuch der Kunstsammlungen des Allerhöchsten Kaiserhauses 18, 1897, S. 1–55 (= Dissertation, Digitalisat).